# Le Samyn 2007
La Le Samyn 2007, trentanovesima edizione della corsa, valida come evento del circuito UCI Europe Tour 2007 categoria 1.1, fu disputata il 7 marzo 2007 per un percorso di 191,9 km. Fu vinta dal francese Jimmy Casper, al traguardo in 4h39'03" alla media di 41,259 km/h.
Dei 174 ciclisti alla partenza furono in 106 a portare a termine il percorso.

## Ordine d'arrivo (Top 10)
| Pos. | Corridore         | Squadra     | Tempo    |
| ---- | ----------------- | ----------- | -------- |
| 1    | Jimmy Casper      | Unibet.com  | 4h39'03" |
| 2    | Philippe Gilbert  | F. des Jeux | s.t.     |
| 3    | Bastiaan Giling   | Wiesenhof   | s.t.     |
| 4    | Roger Hammond     | T-Mobile    | s.t.     |
| 5    | Staf Scheirlinckx | Cofidis     | s.t.     |
| 6    | Adam Hansen       | T-Mobile    | s.t.     |
| 7    | Stefan van Dijk   | Wiesenhof   | s.t.     |
| 8    | Lloyd Mondory     | AG2R Prév.  | s.t.     |
| 9    | Eric Baumann      | T-Mobile    | s.t.     |
| 10   | Gorik Gardeyn     | Unibet.com  | s.t.     |